# Шопин, Борис Васильевич

Похоронное извещение

Борис Васильевич Шопин (1923—1944) — советский воин-пехотинец, во время Великой Отечественной войны — командир отделения автоматчиков 1127-го стрелкового полка 337-й Лубненской стрелковой дивизии 27-й армии 2-го Украинского фронта, Герой Советского Союза (13.08.1944). Сержант.

## Биография
Родился 7 декабря 1923 года в городе Шахты ныне Ростовской области в многодетной семье семье рабочего. Русский.
Окончил школу-семилетку № 11 и курсы счётных работников при Ростовском областном учебном комбинате. Работал счетоводом на шахте с 1940 года. Комсомолец.
В начале Великой Отечественной войны пришёл в военкомат с заявлением о зачислении в Красную Армию, но в силу молодости призван не был. Продолжал работать на шахте. В июне 1942 года, с приближением в городу немецких войск, Борис Шопин примкнул к одной из воинских частей и участвовал в боях. После этого он был зачислен в Красную Армию и отправлен в одну из запасных частей для обучения.
В действующей армии на фронтах Великой Отечественной войны с 10 октября 1942 года. Сражался на Северо-Кавказском фронте, участвовал в битве за Кавказ. 20 октября 1942 года был ранен. Долго лечился в госпиталях, затем служил в запасных частях. 
С августа 1943 года и до своей гибели воевал в рядах 337-й стрелковой дивизии на Воронежском, 1-м и 2-м Украинских фронтах. Участник битвы за Днепр, Житомирско-Бердичевской и Корсунь-Шевченковской наступательных операций. 
Командир отделения красноармеец Борис Шопин проявил отвагу и мужество при освобождении Правобережной Украины, во время Уманско-Ботошанской наступательной операции. Шопин с группой автоматчиков на подручных средствах 13 марта 1944 года переправился через реку в районе села Завидовка Бершадского района Винницкой области Украинской ССР и принял участие в бою по захвату плацдарма. 18 марта 1944 года полк вышел к реке Днестр южнее города Могилев-Подольский, в районе села Субботовка. И там Борис Шопин вызвался идти в бой по захвату плацдарма с передовой группой. 26 марта 1944 года полк вышел к очередной водной преграде — реке Прут. И опять Борис Шопин шёл в передовом отряде. В этот день его группа форсировала Прут в районе села Кетраш Молдавской ССР (севернее города Яссы) и захватила плацдарм на его западном, уже румынском берегу. Вновь бойцы выдержали жестокий бой, удержав занятый рубеж. В ночь на 27 марта на захваченный ими плацдарм были переправлены стрелковый батальон и полковая артиллерия, прочно закрепив захваченные позиции.
3 апреля 1944 года командир полка представил Бориса Шопина к присвоению звания Героя Советского Союза. Вскоре ему было присвоено воинское звание сержанта.
30 мая 1944 года при налёте вражеской авиации сержант Борис Шопин погиб недалеко от того места, где он форсировал реку Прут, севернее города Яссы — в румынском селе Гарбан. Похоронен на месте гибели. После войны перезахоронен в братской могиле у памятника советским воинам в Яссах.

## Память
- Именем Героя назван лицей № 11 города Шахты Ростовской области, в котором он учился до войны.
- В вестибюле шахтинского лицея № 11 установлен стенд, посвящённый Борису Шопину. На стенде его фотография, документы, письма боевых друзей.
- 23 декабря 2003 года в МБОУ лицее № 11 города Шахты создан музей имени Б. В. Шопина[3].
- Мемориальная доска в память о Шопине установлена Российским военно-историческим обществом на здании лицея № 11 города Шахты, где он учился.

## Награды
- За мужество и героизм, проявленные в борьбе с немецко-фашистскими захватчиками, Указом Президиума Верховного Совета СССР от 13 августа 1944 года красноармейцу[4] Шопину Борису Васильевичу присвоено звание Героя Советского Союза.
- Орден Ленина (13.09.1944)
- Медаль «За отвагу» (19.05.1944).